# Sternotomis jeanneli
Sternotomis jeanneli är en skalbaggsart som beskrevs av Stefan von Breuning 1935. Sternotomis jeanneli ingår i släktet Sternotomis och familjen långhorningar.
Artens utbredningsområde är Gabon. Inga underarter finns listade i Catalogue of Life.